# Siebersia borneensis
Siebersia borneensis är en insektsart som beskrevs av Willemse, C. 1933. Siebersia borneensis ingår i släktet Siebersia och familjen gräshoppor. Inga underarter finns listade i Catalogue of Life.